# Гельмут Бінек
Гельмут Бінек (нім. Hellmuth Bieneck; 7 листопада 1887, Кротошин — 8 березня 1972, Кельн) — німецький офіцер, генерал авіації (1 липня 1941). Один із творців люфтваффе. Кавалер Німецького хреста в сріблі.

## Біографія
В 1907 році поступив на службу в піхоту Імперської армії. В 1913 році перейшов у авіацію. Учасник Першої світової війни, командир бомбардувальних та винищувальних ескадрилій на Західному фронті і в Палестині. після демобілізації армії залишений у рейхсвері, командир роти. В травні-жовтні 1929 року проходив льотну підготовку в секретній авіашколі у Липецьку. З 2 жовтня 1929 по 30 квітня 1930 і з 4 жовтня 1930 по 4 квітня 1932 року — начальник секретної програми підготовки льотчиків військової авіації у складі Військового управління Імперського міністерства оборони. З 1 травня по 3 жовтня 1930 року — начальник Липецької авіашколи. З 5 квітня 1932 року — начальник групи училища цивільної авіації в Брауншвейзі. 1 квітня 1934 року переведений в люфтваффе, керівник військової підготовки. З 1 квітня 1935 року — начальник штабу командування авіаційними військово-навчальними закладами. З 1 жовтня 1936 року — вищий авіаційний командир «5», З 1 жовтня 1937 року — «7». З 1 серпня 1938 року — командир 4-ї авіаційної дивізії. З 1 лютого 1939 року — начальник Вищої авіаційної школи Гатова. Під час Польської кампанії — командувач авіацією групи армій «C», з 25 жовтня 1939 року — групи армій «B». З 1 січня 1940 року — начальник вищої школи люфтваффе. З 17 лютого 1941 по 15 січня 1943 року — командувач 2-ю (Позен), з 16 серпня 1943 по 9 серпня 1944 року — 1-ю авіаційною область (Кенігсберг). 31 грудня 1944 року відправлений у відставку.

## Нагороди
- Залізний хрест 2-го і 1-го класу
- Королівський орден дому Гогенцоллернів, лицарський хрест з мечами
- Нагрудний знак військового пілота (Пруссія)
- Хрест «За військові заслуги» (Австро-Угорщина) 3-го класу з військовою відзнакою
- Срібна медаль «Ліакат» з шаблями
- Військова медаль (Османська імперія)
- Почесний хрест ветерана війни з мечами
- Медаль «За вислугу років у Вермахті» 4-го, 3-го, 2-го і 1-го класу (25 років)
- Застібка до Залізного хреста 2-го і 1-го класу
- Хрест Воєнних заслуг 2-го і 1-го класу з мечами
- Німецький хрест в сріблі (26 липня 1943)